# فرناندو سانشيز (فنان)
فرناندو سانشيز (بالإسبانية: Fernando Sánchez Castillo)‏ (و. 1970  م) هو فنان، ونحات، ورسام إسباني، ولد في مدريد.